# XXVI Batallón de Fortaleza de la Luftwaffe
El XXVI Batallón de Fortaleza de la Luftwaffe (XXVI. Luftwaffen-Festungs-Bataillon) fue una unidad de la Luftwaffe durante la Segunda Guerra Mundial.

## Historia
Fue formado el 15 de septiembre de 1944 en Werneck en Mainfranken con 3 compañías. Entró en acción en el Frente Occidental (VI Comando Administrativo Aéreo(?)). Para la formación se recurrió a personal de la Escuela de Suboficiales 3. Entró en acción en el Frente Occidental en Eifel(?). Se componía de: compañía de Plana Mayor con dos pelotones de telefonistas, dos pelotones de radiotelegrafistas, una unidad de transporte y una de intendencia. 
- 1º Compañía de Fortaleza de la Luftwaffe
- 2º Compañía de Fortaleza de la Luftwaffe
- 3º Compañía de Fortaleza de la Luftwaffe
- 4º Compañía de Fortaleza de la Luftwaffe

El batallón se trasladó a su sector en Apeldoorn y allí estuvo subordinado a la División Nr. 526. Desde el 24 de septiembre de 1944 al 5 de octubre de 1944 el batallón fue utilizado para reformar la 3ª División de Paracaidistas en Oldenzaal, Bélgica. El 1 de noviembre de 1944 el batallón pasó a la 6º División de Paracaidistas y fue disuelto el 8 de noviembre de 1944. El 20 de febrero de 1945 fue absorbido por la 3ª División de Paracaidistas.